# Stazione di Luogosano-San Mango sul Calore
La stazione di Luogosano-San Mango sul Calore è una fermata ferroviaria ubicata lungo la linea Avellino-Rocchetta Sant'Antonio.

## Storia
La fermata (originariamente una stazione) venne attivata insieme alla prima parte della ferrovia da Avellino a Paternopoli il 27 ottobre 1893. La stazione, come si evince dal nome che porta, serve sia il comune di Luogosano che quello di San Mango sul Calore, distanti rispettivamente 2 e 7 km da essa.
Dal 1987 è una fermata impresenziata. L'esercizio ferroviario sulla linea è stato sospeso il 12 dicembre 2010, quando tutti i treni fermavano ancora a Luogosano-San Mango sul Calore, e riattivato a partire dal 2016 per treni turistici. La fermata torna ad essere servita negli anni 2020 da alcuni treni storici di Fondazione FS Italiane.

## Strutture e impianti
In passato era dotata di un fabbricato viaggiatori con servizi come biglietteria e sala d'attesa, mentre all'interno i binari erano due, oltre ad alcuni tronchi per il servizio merci.
A causa del terremoto del 1980, che sconvolse le zone dell'Irpinia, il fabbricato viaggiatori crollò e venne sostituito con una struttura prefabbricata ancora oggi esistente, ma che è chiusa e che non ospita alcun servizio. A causa dello scarso traffico sia merci che passeggeri è stato tolto il secondo binario e quelli per il servizio merci: quindi oggi la stazione si presenta come una semplice fermata, con un unico binario passante.

## Movimento
Il traffico passeggeri regolare è sospeso come nel resto della linea e non viene effettuato traffico merci. La fermata è servita da sporadici treni turistici storici.

## Servizi
La stazione dispone di:
- Fermata autolinee